# Notre-Dame-de-Mésage
Notre-Dame-de-Mésage ist eine französische Gemeinde mit 1.117 Einwohnern (Stand: 1. Januar 2022) im Département Isère in der Region Auvergne-Rhône-Alpes. Sie gehört zum Arrondissement Grenoble, zum Kanton Oisans-Romanche und zum Kommunalverband Grenoble-Alpes-Métropole. Die Einwohner werden Mésageois genannt.

## Geographie
Die Gemeinde Notre-Dame-de-Mésage liegt im südlichen Einzugsbereich der Großstadt Grenoble, etwa 13 Kilometer südsüdöstlich der Innenstadt Grenobles. Die Romanche durchschneidet hier noch einen letzten westlichen Gebirgsausläufer des Oisans-Massivs, bevor sie in das breite Drac-Tal eintritt. Im äußersten Süden der Gemeinde treffen auf dem Gipfel des 1269 m hohen Beauplat die Gebiete von fünf Gemeinden aufeinander. Umgeben wird Notre-Dame-de-Mésage von den Nachbargemeinden Montchaboud im Norden, Vizille im Osten, Saint-Pierre-de-Mésage im Südosten, Saint-Jean-de-Vaulx (Berührungspunkt) und Saint-Georges-de-Commiers (Berührungspunkt) Süden sowie Champ-sur-Drac im Westen. Durch die Gemeinde führt die Route nationale 85 (Route Napoléon), eine der unfallträchtigsten Straßen Frankreichs. Allein auf dem Abschnitt zwischen Notre-Dame-de-Mésage nach Laffrey (Rampe de Laffrey) zeugen Dutzende Gedenksteine und Kreuze von zahlreichen Verkehrsunfällen.

## Bevölkerungsentwicklung
| Jahr                       | 1962 | 1968 | 1975 | 1982 | 1990 | 1999 | 2006 | 2013 | 2021 |
| -------------------------- | ---- | ---- | ---- | ---- | ---- | ---- | ---- | ---- | ---- |
| Einwohner                  | 280  | 240  | 273  | 928  | 1297 | 1203 | 1214 | 1205 | 1106 |
| Quellen: Cassini und INSEE |      |      |      |      |      |      |      |      |      |

## Sehenswürdigkeiten
- Kirche Saint-Firmin (auch: Kirche Sainte-Marie), Fundamente aus dem 8. Jahrhundert, heutiger Bau ursprünglich aus dem 11. Jahrhundert, seit 1958 Monument historique
- Kapelle Saint-Firmin aus dem 12. Jahrhundert (auch Templerkapelle genannt), genutzt vom Johanniterorden, seit 1962 Monument historique

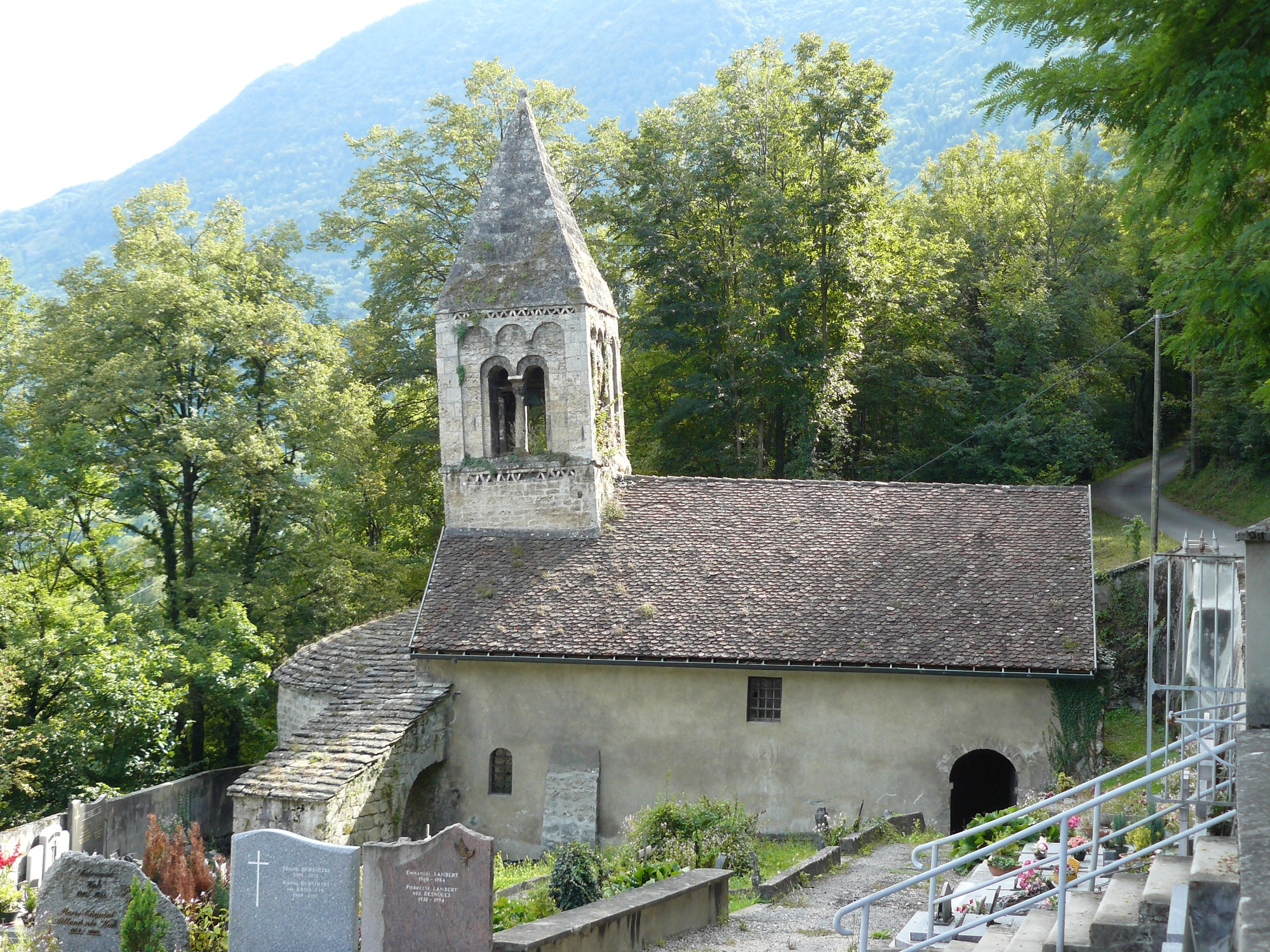
Kirche Saint-Firmin
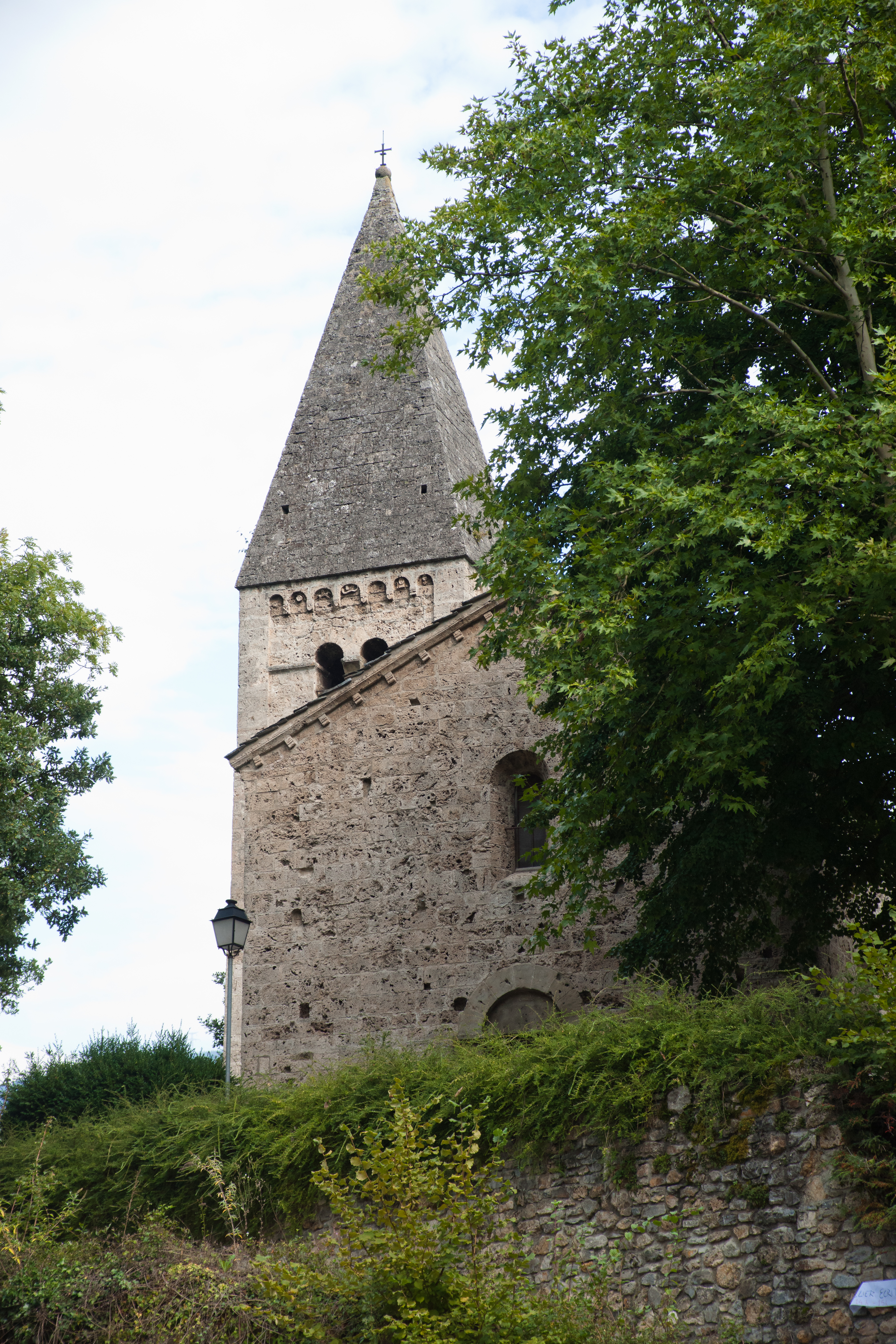
Kapelle Saint-Firmin
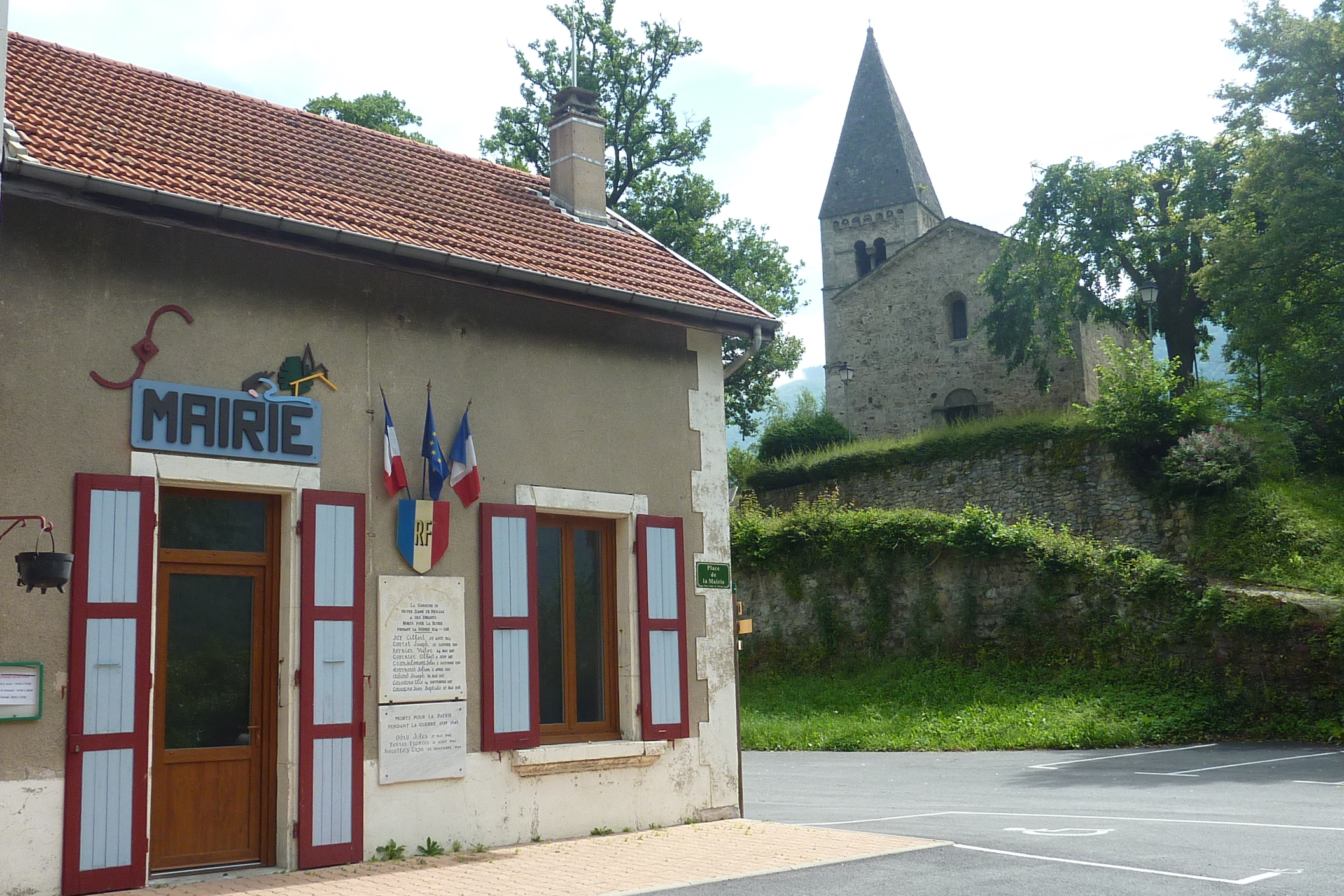
Mairie (Rathaus)
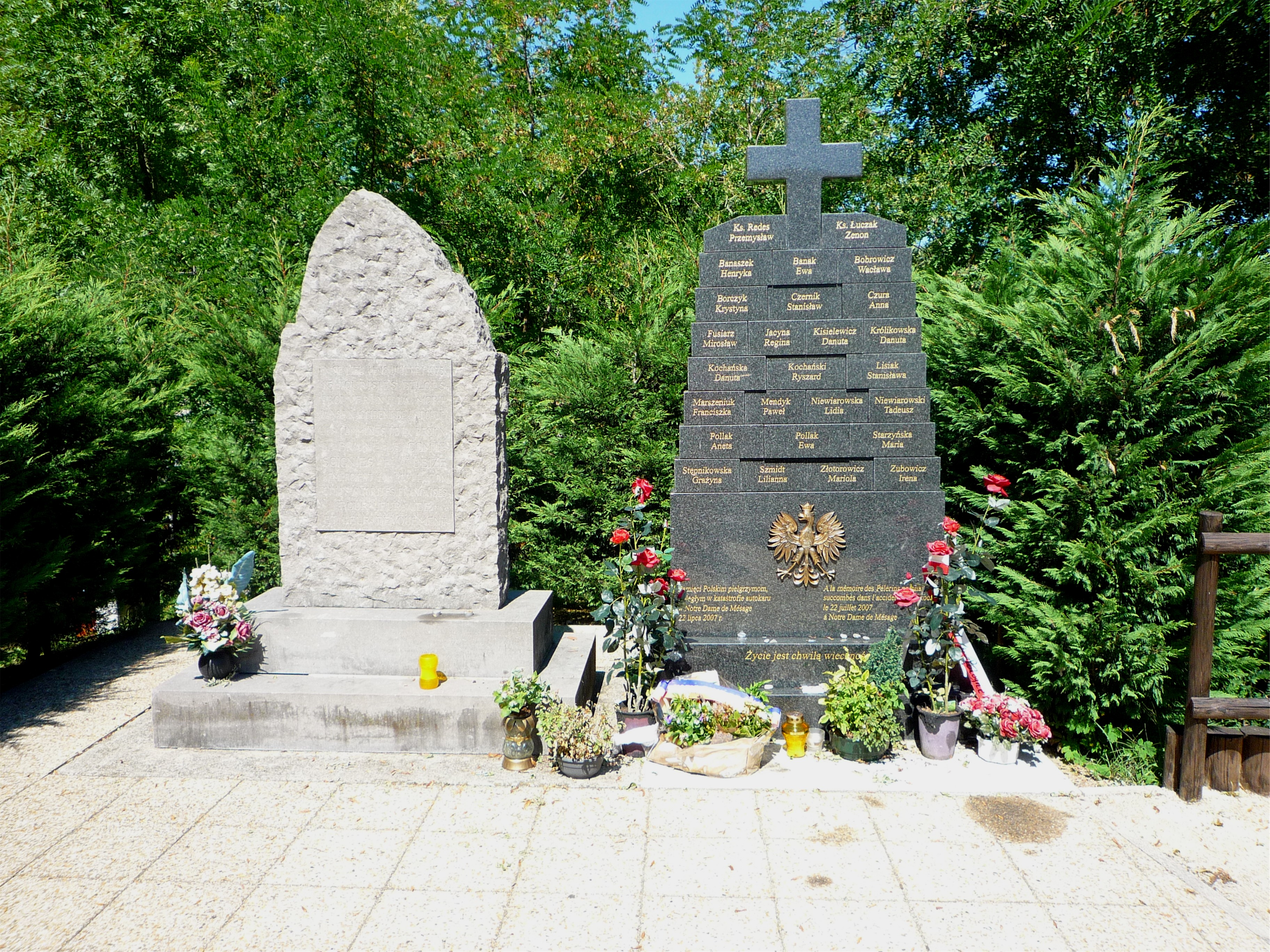
Eine von zahlreichen Gedenkstätten für Unfallopfer auf der RN 85 in Notre-Dame-de-Mésage

## Persönlichkeiten
- Thierry Claveyrolat (1959–1999), Radrennfahrer